# Conus dianthus
Espèce
Conus dianthus est une espèce de mollusques gastéropodes marins de la famille des Conidae.
Comme toutes les espèces du genre Conus, ces escargots sont prédateurs et venimeux. Ils sont capables de « piquer » les humains et doivent donc être manipulés avec précaution, voire pas du tout.

## Description
La taille de la coquille varie entre 22 mm et 28 mm. La coquille est plutôt conique et abrégée, rose pâle, avec des taches irrégulières d'orange. Elle présente des crêtes tournantes assez éloignées et de faibles stries longitudinales, ondulant sur les côtes et formant sur celles-ci de minuscules écailles. Le verticille est obscurément coroné. L'ouverture est rose à l'intérieur.

## Taxonomie

### Publication originale
L'espèce Conus dianthus a été décrite pour la première fois en 1882 par le conchyliologiste, éditeur et illustrateur britannique George Brettingham Sowerby III (1843-1921) dans la publication intitulée « Proceedings of the Zoological Society of London »,.

### Synonymes
- Conus (Dauciconus) dianthus G. B. Sowerby III, 1882 · appellation alternative
- Purpuriconus dianthus (G. B. Sowerby III, 1882) · non accepté

## Identifiants taxonomiques
Chaque taxon catalogué par les bases de données biologiques et taxonomiques possède un identifiant qui permet d'établir un point de référence. Les identifiants de Conus dianthus dans les principales bases sont les suivants :
CoL : 5ZXPN - GBIF : 6510804 - IRMNG : 11812594 - WoRMS : 429439